# Guzhuyingzi (sockenhuvudort i Kina, Liaoning Sheng, lat 40,94, long 120,27)
Guzhuyingzi (kinesiska: 孤竹营子, 孤竹营子乡) är en sockenhuvudort i Kina. Den ligger i provinsen Liaoning, i den nordöstra delen av landet, omkring 280 kilometer väster om provinshuvudstaden Shenyang. Antalet invånare är 4 617. Befolkningen består av 2 274 kvinnor och 2 343 män. Barn under 15 år utgör 18,0 %, vuxna 15-64 år 69 %, och äldre över 65 år 12,0 %.
Runt Guzhuyingzi är det ganska tätbefolkat, med 214 invånare per kvadratkilometer. Närmaste större samhälle är Baimashi, 7,4 km öster om Guzhuyingzi. Trakten runt Guzhuyingzi består i huvudsak av gräsmarker.
Genomsnittlig årsnederbörd är 766 millimeter. Den regnigaste månaden är juli, med i genomsnitt 183 mm nederbörd, och den torraste är februari, med 5 mm nederbörd.